# 明文海
明文海，原稱《明文案》，清朝黃宗羲編。
《明文案》作於康熙七年（1668年），最初有217卷，約360餘家，發掘「埋沒於應酬訛雜之內」的「情至之語」，前後歷時8年，後擴充為600卷，全書凡分28類，即賦、奏疏、詔表、碑、議、論、說、辨、考、頌、贊、銘、箴、戒、解、原、述、讀、問答、文、諸體、書、序、記、傳、墓文、哀文、稗，未刊行，僅有稿本與抄本傳世。《四庫全書》收錄482卷，刪去晚明史料118卷。
本書搜羅廣泛，僅明文即徵2000餘家，經陳垣考證，《四庫全書》收錄萬頁以上的著作有31部，而《明文海》為其中之一。又編有《明文授讀》六十二卷，是文海的簡本，張錫琨〈明文授讀·序〉云：“先生明文之選，權輿於《文案》，絕筆於《文海》，而《授讀》之集為家傳簡捷之本。”《四庫全書總目》卷190評：“欲使一代典章人物，俱藉以考見大凡，故雖遊戲小說家言，亦為兼收並采，不免失之泛濫。”本書可作為研究明史的基本史料。
《明文海》版本源流：
- 前“四库”钞本：浙江图书馆藏《明文海》旧钞本，是现存最早的钞本，亦为其余钞本之祖本。
- “四库全书”系列：清乾隆年间修纂《四库全书》时，《明文海》被收录，现存文津、文渊、文澜、文溯四阁《四库全书》皆有《明文海》。因编修时遭删改，后又有抽毁，诸本皆非原貌。
- 后“四库”钞本：涵芬楼本系统包括清中期涵芬楼钞本和源出于此的国家图书馆藏清晚期朱格本两种。上图本系统包括上海图书馆藏清晚期钞本和源出于此的民国远碧楼钞本。

现存主要钞本中，唯有浙江图书馆藏本未经删削，且存有黄宗羲父子批语，虽有缺卷，然实为诸本之祖，最接近黄宗羲所编《明文海》原貌。